# Tom Hinchcliffe
Thomas Hinchcliffe (6 tháng 12 năm 1913 – 1978) là một cầu thủ bóng đá, thi đấu cho Grimsby Town, Huddersfield Town & Derby County. Ông sinh ra ở Denaby, gần Conisbrough, Yorkshire.